# Maitai Dam
Der Maitai Dam ist ein Stausee im Stadtgebiet von Nelson City auf der Südinsel von Neuseeland.

## Geographie
Der Maitai Dam befindet sich in den Bergen, rund 7,5 km ostsüdöstlich des Stadtzentrums von Nelson und rund 4,5 km nordwestlich der Bryant Range. Der Stausee, der zwei breite Arme aufweist, umfasst eine Fläche von rund 32,2 Hektar und besitzt eine Uferlinie von rund 4 km. Seine maximale Länge in Nord-Süd-Richtung beträgt rund 1,2 km und die maximale Breite eines Arms 375 m. In Ost-West-Richtung misst der See bis zum Abfluss neben der Staumauer 655 m.
Gespeist wird der Stausee durch den Maitai River North Branch und verschiedene Creeks und kleine Bäche. Der Abfluss des Sees erfolgt über den Überlauf an der südwestlichen Seite des Staudamms und bildet rund 100 m nordwestlich des Ende des Ablaufes zusammen mit dem Maitai River South Branch den Maitai River, der nördlich angrenzend an dem Stadtkern von Nelson in den Nelson Haven mündet.
Das Wassereinzugsgebiet des Stausees umfasst eine Fläche von 13,5 km².

## Staudamm
Der Staudamm, der aus Gestein und Erdmaterial im Jahr 1986 errichtet wurde, stellt einen reinen Wasserspeicher für die Stadt Nelson dar. Mit einer Höhe von 39 m und einer Länge von 160 m staut der Damm eine maximale Wassermenge von rund 4,15 Millionen m³ Wasser für die Trinkwasserversorgung.